# Alcester
Alcester (/ˈɔːlstər/) est un village et une paroisse civile du Warwickshire en Angleterre.
Ce vieux bourg d'origine romaine est situé au confluent de l'Alne (en) et de l'Arrow, à une douzaine de kilomètres à l'ouest de Stratford-upon-Avon et une vingtaine de kilomètres au sud de Birmingham.
Administrativement, il relève du district de Stratford-on-Avon. Au recensement de 2011, il comptait 6 273 habitants.

## Étymologie
Alcester désigne littéralement « la ville romaine sur l'Alne ». Ce nom se compose de l'élément vieil-anglais ceaster, qui désigne les localités d'origine romaine, et du nom de la rivière Alne, qui est d'origine celtique. Il est attesté pour la première fois en 1138 sous la forme Alencestre

## Jumelages
| Ville | Ville  | Pays | Pays   | Période     |
| ----- | ------ | ---- | ------ | ----------- |
|       | Vallet |      | France | depuis 1977 |

## Personnalités notables
- Le graveur anglais Edward Scriven (1775-1841) est né à Alcester.